# Chevrolet Eagle
Chevrolet Eagle – samochód osobowy wyprodukowany pod amerykańską marką Chevrolet w 1933 roku.

## Galeria

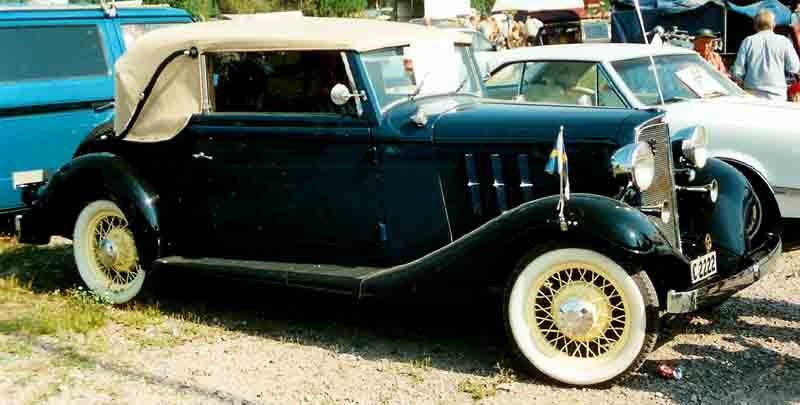
Chevrolet Eagle Cabriolet
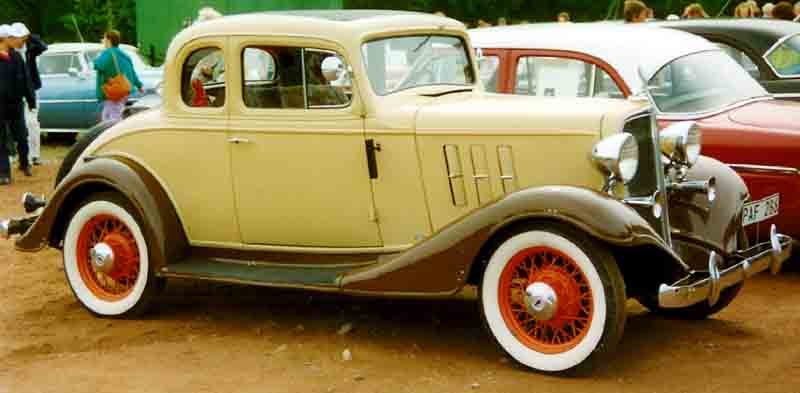
Chevrolet Eagle Coupe